# クリストファーノ・アローリ
クリストファーノ・アローリ（Cristofano Allori、1577年10月17日 - 1621年4月1日）はイタリアの画家である。

## 略歴
フィレンツェで生まれた。父親のアレッサンドロ・アローリ(Alessandro Allori:1535-1607）は有名なマニエリスムの画家、アーニョロ・ブロンズィーノ（本名は Agnolo di Cosimo:ブロンズィーノは仇名）の弟子であった。父親やサンティ・ディ・ティート(Santi di Tito:1536-1603)やチーゴリ(Cigoli:1559–1613)、 グレゴリオ・パガーニ(Gregorio Pagani:1559–1605)に学んだ。
優れた技術で知られ、コレッジョの作品を模写した時、本物のコレッジョの作品と信じられたという逸話がある。
代表作に「ホロフェルネスの首を持つユディト」があって、この主題はイギリスのロイヤル・コレクションにあるもの(1613年)やイタリアのピッティ宮殿にあるもの(1610年)など、何度か描かれた。ユディトのモデルは愛人であった "La Mazzafirra"とされ、別の作品「Maddalena」のモデルでもあり、ホロフェルネスの顔は画家自身の顔であったとされる。

## 作品

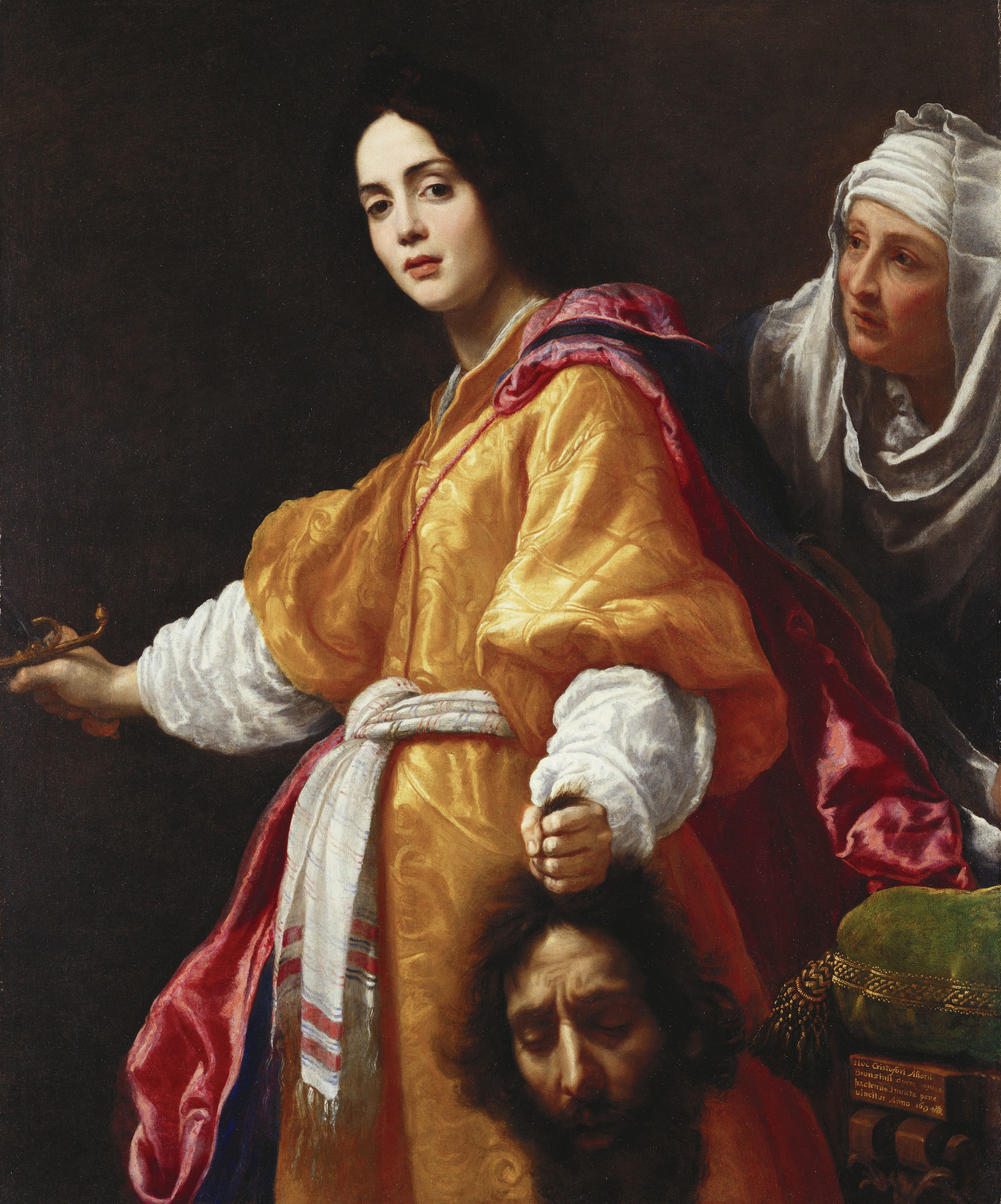
「ホロフェルネスの首を持つユディト」(1613)
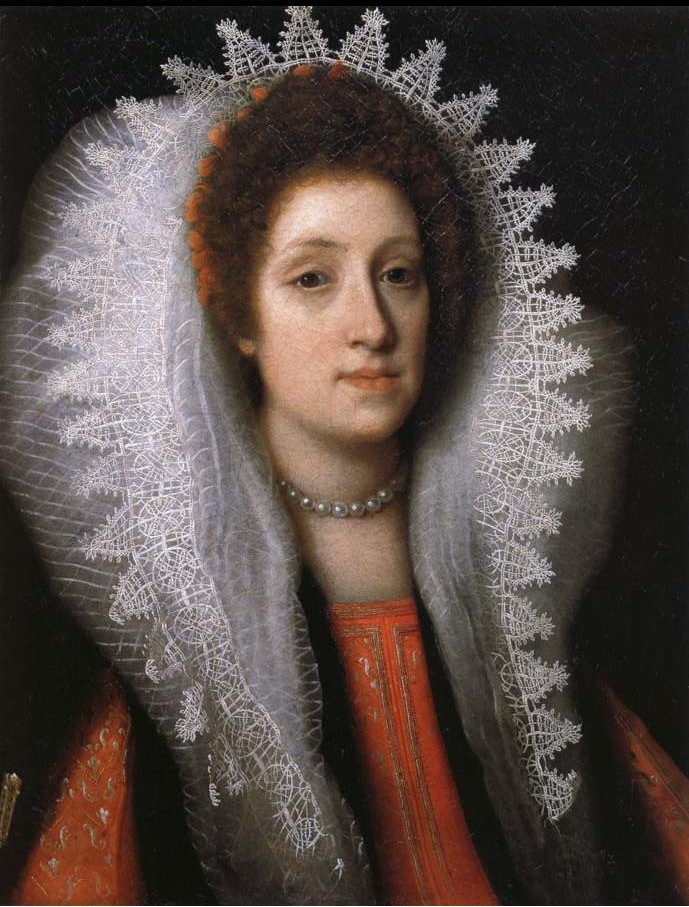
Maddalena.
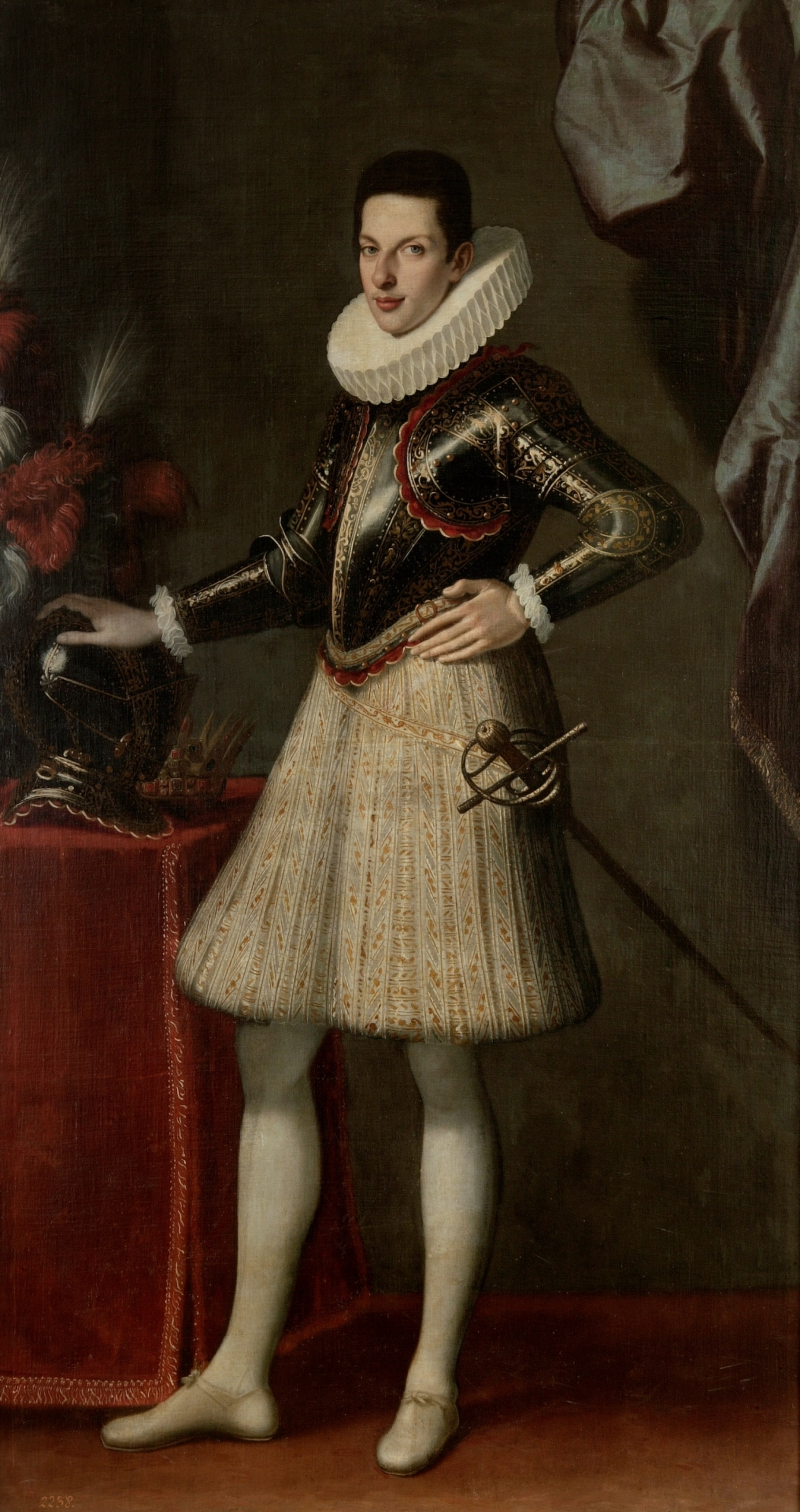
コジモ2世
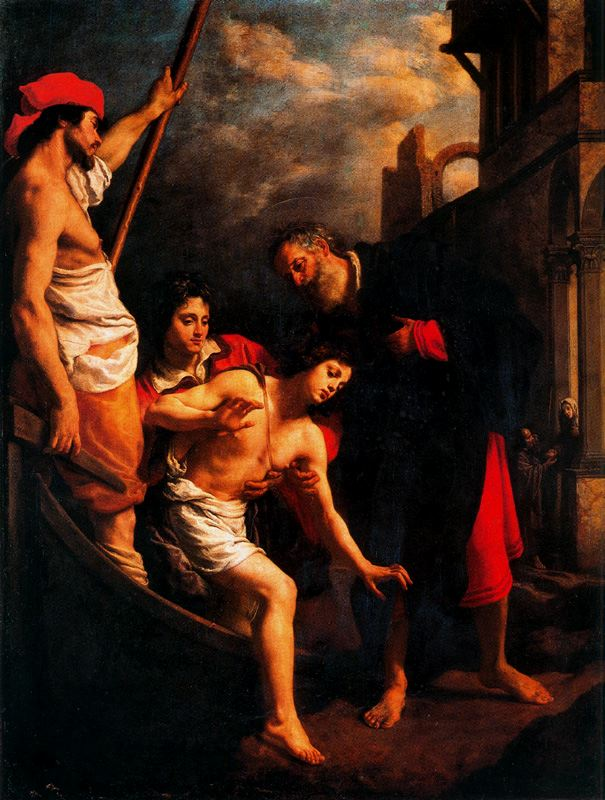
San Giuliano